# Канг и Кодос
Канг и Кодос су измишљени ликови из серије Симпсонови. Они су ванземаљци са планете Ригел и најчешће се појављују у специјалним серијалима „Ноћ вештица“. Појавили су се до сада у свих 19 епизода. Гласове су им позајмили Хари Ширер (Канг) и Ден Кастеланета (Кодос).